# Курья (Тюменская область)
Курья — поселок в Вагайском районе Тюменской области России, входит в состав Супринского сельского поселения.
Курья основана в 1775 году Никитой Половодовым. 

## География
Расположена на берегу реки Иртыш и реки Курья в 90 км от Тобольска.

## Улицы
- Береговая улица
- Больничная улица
- Больничный переулок
- Зеленая улица
- Лесная улица
- Молодежная улица
- Набережная улица
- Новая улица
- Почтовый переулок
- Речная улица
- Речной переулок
- Садовая улица
- Советская улица
- Совхозная улица
- Станционная улица
- Школьная улица

## Население
| 2010 |
| ---- |
| 420  |

## Инфраструктура
- Частная пилорама[3]
- Фельдшерско-акушерский пункт
- МАОУ Курьинская ООШ

## Транспорт
Имеется местная автодорога вдоль правобережья Иртыша от Тобольска. 
Автобусное сообщение.